# Eloy Terrón
Eloy Terrón Abad (Fabero, 1 de diciembre de 1919 - Madrid, 25 de mayo de 2002) fue un filósofo español.

## Biografía
Hermano del guerrillero antifranquista César Terrón Abad. Desde 1934 trabajó como aprendiz de mecánico y de electricista en las minas de El Bierzo. El 19 de julio de 1936 formó parte con su hermano César del Comité de defensa organizado en Villafranca del Bierzo. A finales de octubre de 1937 se incorporó al grupo guerrillero de su hermano. Con una bronquitis mal curada, poco tiempo después de ingresar, decidió entregarse a las autoridades, pues no podía dejar de toser, lo que ponía en constante peligro a sus compañeros. 
Condenado por adhesión a la rebelión, hizo el bachillerato en León entre 1942 y 1945, la licenciatura de filosofía y letras en Oviedo y Murcia (1946-1948), y superó el examen de grado en Madrid (1950). Trabajó en la enseñanza media privada durante unos años y en 1958 defendió su tesis doctoral: La importación de la filosofía krausista en España, dirigida por Santiago Montero Díaz y publicada definitivamente bajo el título Sociedad e ideología en los orígenes de la España contemporánea. Ese año inició un intercambio intelectual con el biólogo evolucionista Faustino Cordón, como documentalista de su equipo de investigación. Fue profesor ayudante de prácticas de Montero Díaz en la Facultad de Filosofía y Letras (1955-1958) de la Universidad de Madrid y profesor adjunto interino del catedrático José Luis López Aranguren (1958-1965). En diciembre de 1965 dimitió como profesor de ética y sociología, como protesta por la destitución de Aranguren y otros profesores.
Volvió a la Universidad Complutense en 1979, como miembro del equipo docente de teoría de la comunicación dirigido por Manuel Martín Serrano en la Facultad de Ciencias de la Información. Se jubiló en 1986, pero continuó en la docencia como profesor de Historia de la Cultura en el Centro Superior de Diseño de la Universidad Politécnica de Madrid, hasta 1994.